# Tasgius melanarius
Tasgius melanarius är en skalbaggsart som först beskrevs av Oswald Heer 1839.  Tasgius melanarius ingår i släktet Tasgius, och familjen kortvingar. Arten är reproducerande i Sverige.